# Gare de Youb
La gare de Youb est une gare ferroviaire algérienne située sur le territoire de la commune de Youb, dans la wilaya de Saïda.

## Situation ferroviaire
Établie à une altitude de 663 m, la gare est située au point kilométrique (PK) 64 de la ligne de Moulay Slissen à Saïda, où elle est précédée de la gare de Telagh et suivie de celle de Saïda.
| \| Saïda Youb \| Localisation de la gare de Youb dans la wilaya de Saïda. |
| Saïda Youb                                                                |

## Histoire
La gare est mise en service le 1er mai 2017 lors de l'inauguration de la ligne de Moulay Slissen à Saïda.

## Service des voyageurs

### Desserte
La gare est desservie par les trains régionaux des liaisons :
- Oran - Saïda[1],[2] ;
- Sidi Bel Abbès - Frenda[3].